# 広坂正美
広坂 正美（ひろさか まさみ、1970年2月26日 - ）は、日本のラジコン操縦者・開発者。京都府出身。
国際模型自動車連盟（IFMAR、en:International Federation of Model Auto Racing）主催の世界選手権にて過去14回の優勝を誇り、ラジコン界のレジェンドの一人として知られる。

## 略歴
バイクレース好きの父親の影響を受け、5歳のときにラジコンを始める。16歳で全日本選手権のタイトルを初獲得。以後世界選手権14回、全日本選手権53回の優勝を飾り、日本におけるラジコン界の第一人者として知られるようになる。特に世界選手権では、1987年の初優勝以来、18年に渡りチャンピオンの座を守り通していた。本人によれば「中野浩一の世界選手権10連覇を意識して、それと同等になれば誰にでも認められる」との思いがあったという。
2009年に引退を表明し、プレイヤーとしては競技の一線から退く。以後は2019年9月までラジコンメーカー・ヨコモの社員として社業に関わり、その後G-FORCEのスタッフとして活躍されている一方で、ラジコン関連の競技団体の役員を複数務めるなど、ラジコン競技の振興に関わっている。
2013年、フジテレビ系で放送されていた番組『ほこ×たて』にて、対決内容がやらせであることを告発した。

## 人物
父親の広坂正明もモータースポーツ・ラジコン関係者で、過去には鈴鹿サーキットを拠点にライダーとして活動していた。また一時はチームヨコモのマネージャーを務め正美らを支えていた。
ラジコンもプロはだしの腕を持つことで知られる、元プロ野球選手の山本昌と親交があり、山本もシーズンオフの際など時間ができると広坂の元を訪れ指導を仰いでいた。山本曰く、広坂には「世界を相手に戦ってきた人だけが醸し出すオーラ」があるという。